# Oswaldo Osório
Oswaldo Osório – pseudonyme de Osvaldo Alcântara Medina Custódio –, né le 25 novembre 1937 à Mindelo sur l'île de São Vicente, est un écrivain, poète, conteur et journaliste cap-verdien. Il est mort le 31 octobre 2024, à Praia, à la suite d'une longue maladie.
Son engagement politique, étroitement lié à ses activités culturelles, lui valut la prison à deux reprises.